# Gudci
Gudci is een plaats in de gemeente Velika Gorica in de Kroatische provincie Zagreb. De plaats telt 321 inwoners (2001).